# Bến Thượng Hải

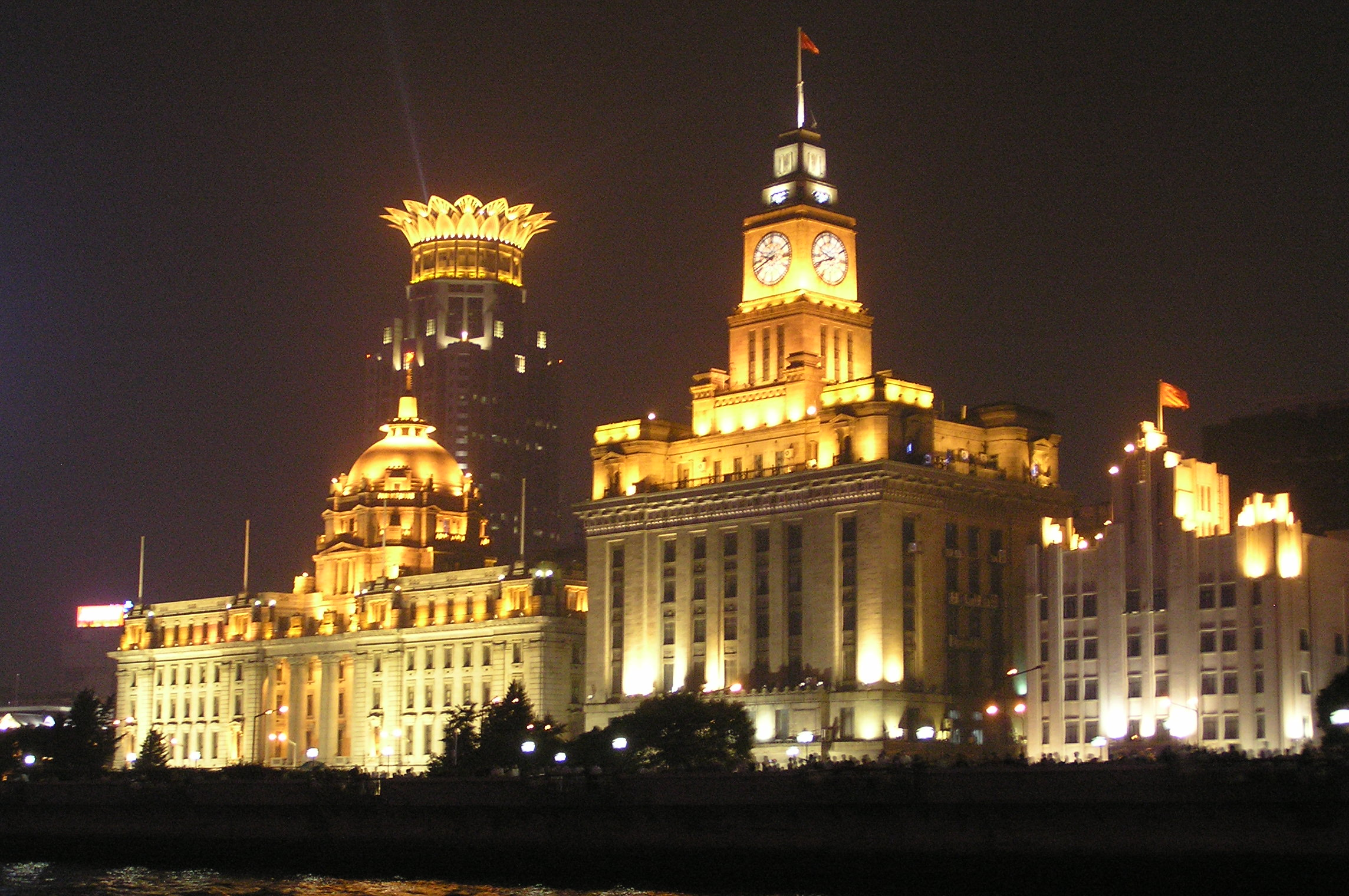
Bến Thượng Hải về đêm: Tiền cảnh là Tập đoàn Ngân hàng Hong Kong và Thượng Hải (HSBC) (trái), Nhà Hải quan (giữa), Ngân hàng Thông liên cũ (phải); Hậu cảnh là Trung tâm Tài chính Bến Thượng Hải.

Bến Thượng Hải (giản thể: 上海外滩; phồn thể: 上海外灘; bính âm: Shànghǎi Wàitān; Thượng Hải Ngoại Than) là khu vực thuộc quận Hoàng Phố tại Thượng Hải, Trung Quốc. Khu vực này tập trung ở một phần của đường Trung Sơn bên trong khu Thượng Hải Công cộng Tô giới (tô giới cho người nước ngoài định cư) trước kia, chạy dọc theo bờ sông Hoàng Phố, đối diện với Phố Đông, ở phần phía đông của quận Hoàng Phố. Bến Thượng Hải thường được dùng để đề cập đến các toà nhà và cầu tàu ở phần này của con đường, cũng như một số vùng lân cận.

## Địa lý
Bến Thượng Hải trải dài khoảng 1 dặm dọc bờ sông Hoàng Phố. Theo truyền thống, Bến bắt đầu từ đường Diên An (Yan'an, trước kia là Đại lộ Edward VII) ở phía nam và kết thức ở cầu Ngoại Bạch Độ (Waidaibu, trước kia là cầu Garden) ở phía bắc, băng qua sông Tô Châu.
Bến Thượng Hải có trục giữa là một quãng đường Trung Sơn (Zhongshan). Đường Trung Sơn (được đặt tên theo tên của Tôn Dật Tiên) là một đường lớn vòng quanh tạo biên giới theo khái niệm truyền thống của thành phố Thượng Hải "đích thực". Phía tây của đoạn đường này là 52 toà nhà thuộc các phong cách Tây phương cổ điển lẫn hiện đại, là đặc trưng chính của Bến. Phía Đông của con đường trước đây là phần đất công viên mà đỉnh của nó là Công viên Hoàng Phố. Khu vực này ngày nay bị giảm đi nhiều do đường Trung Sơn được mở rộng. Về phía đông nữa là con đê cao được xây vào thập kỉ 1990 để ngăn cản nước lụt. Việc xây dựng này đã làm thay đổi đáng kể bộ diện của Bến Thượng Hải.
Gần giao lộ với đường Nam Kinh (Nanjing) có bức tượng đồng duy nhất của Bến. Đây là tượng của Trần Nghị, thị trưởng Cộng sản đầu tiên của thành phố. Cực bắc của Bến, dọc theo bờ sông, là công viên Hoàng Phố, tại đó có đặt Đài kỉ niệm Anh hùng nhân dân, một toà tháp cao làm bằng bê tông dùng để tưởng niệm những người đã chết trong cuộc đấu tranh cách mạng của Thượng Hải vào thời kì Chiến tranh Nha phiến.

## Lịch sử
Bến Thượng Hải có khoảng chục tòa nhà lịch sử, nằm dọc sông Hoàng Phố, từng là nơi đặt của nhiều ngân hàng và tòa nhà thương mại từ Anh, Pháp, Hoa Kỳ, Nga, Đức, Nhật, Hà Lan và Bỉ, cũng như tòa lãnh sự của Nga và Anh, một tòa báo, Shanghai Club và Masonic Club. Bến Thượng Hải nằm ở phía bắc của thành phố cổ, có tường bao quanh của Thượng Hải. Lúc đầu nó là khu định cư của người Anh, sau đó các khu định cư của người Anh và Mỹ kết hợp lại ở Thượng Hải Công cộng Tô giới. Đợt bùng phát xây dựng các tòa cao ốc vào cuối thế kỷ 19 và đầu thế kỷ 20 đưa Bến Thượng Hải trở thành trung tâm tài chính lớn ở Đông Á.
Vào thập kỉ 1940, Bến Thượng Hải tập trung trụ sở của nhiều, nếu không nói là hầu hết, các định chế tài chính lớn hoạt động ở Trung Quốc, gồm tứ đại ngân hàng quốc gia vào thời kì Trung Hoa Dân Quốc. Tuy nhiên, với chiến thắng của bên Cộng sản trong cuộc nội chiến Trung Hoa, nhiều định chế tài chính dần dần rút khỏi vào thập kỉ 1950, các khách sạn và câu lạc bộ đóng cửa hoặc chuyển mục đích sử dụng. Tượng của các nhân vật thực dân và nhân vật nổi bật nước ngoài từng được đặt dọc bờ sông cũng được dỡ bỏ.
Vào cuối thập kỉ 1970 và đầu thập kỉ 1980, với sự tan băng trong chính sách kinh tế của Cộng hòa Nhân dân Trung Hoa, các tòa nhà dọc Bến Thượng Hải dần dần được sử dụng trở lại như trước. Các cơ quan chính quyền được dời ra nhường cho các tổ chức tài chính, và các khách sạn cũng hoạt động trở lại. Cũng trong giai đoạn này các đợt lụt do bão gây ra đã khiến chính quyền cho xây dựng con đê cao dọc bờ sông, làm cho bến tàu cao hơn mặt đường khoảng 10 mét. Vào thập kỉ 1990, đường Trung Sơn được mở rộng thành 10 làn xe. Do đó, phần lớn đất công viên trước đó không còn nữa. Cũng trong giai đoạn này các cầu phà nối Bến Thượng Hải với Phố Đông dọc theo con đường, vốn là mục đích ban đầu của vùng này, cũng được dỡ bỏ.